# أكمية كلوروفيلية
أكمية كلوروفيلية (الاسم العلمي: Aechmea chlorophylla) هو نوع نباتي يتبع جنس الأكمية من فصيلة البروميلية.